# Tyra Banks
Tyra Lynne Banks, född 4 december 1973 i Inglewood, Kalifornien, är en amerikansk fotomodell, författare och sångerska. Hon är programledare och producent för America's Next Top Model och The Tyra Banks Show.

## Biografi
Tyra Banks föddes i Inglewood som andra barnet till fotografen Carolyn London som senare blev dotterns manager under Banks tid i Paris. Modern har vid upprepade tillfällen medverkat i Banks talkshow, The Tyra Banks Show.
Banks, som i unga år blev retad för sin längd (178 cm) och smala kropp, bestämde sig i high school för att pröva på modellyrket. Vid 17 års ålder hoppade hon av high school, fick ett kontrakt med Elite Model Management och flyttade till Paris, trots att hon hade blivit antagen till de amerikanska universiteten UCLA och USC. 
I Paris fick Banks karriär en rivstart, och media såg henne som den nya Naomi Campbell. Vidare arbetade Banks under många år för Victoria's Secret. Hon har även blivit fotograferad för Sports Illustrated och var den första svarta modellen som prytt omslaget till Sports Illustrated's Swimsuit Edition och Victoria's Secret Catalogue. 
Under 1990-talet medverkade hon i ett antal avsnitt av Fresh Prince i Bel Air, i vilken hon spelade mot Will Smith. Senare fick Banks en del filmroller, bland annat i filmen Coyote Ugly från 2000. Hon har också skrivit en bok med titeln Tyra's Beauty Inside And Out. 
På senare år har Banks alltmer arbetat med TV. 2006 ledde hon både dokusåpan America's Next Top Model och sin egen talkshow, The Tyra Banks Show. Hon har också varit med i några avsnitt i Gossip Girl. Hon har dessutom skrivit en ungdomsroman, Modelland.
Tyra Banks har varit tillsammans med norske fotografen Erik Asla. Tillsammans har de en son, född 2016.

## Priser och utmärkelser
- Framröstad som en av världens 50 vackraste människor av magasinet People, 1994 och 1996
- Har fått ett Michael Award i kategorin "Årets Supermodell"
- Utsedd till "Årets Kvinna" av Sports Illustrated år 2000

## Filmografi
- 1995 – Livets hårda skola
- 1999 – Love Stinks
- 2000 – Love & Basketball
- 2000 – Life-Size
- 2000 – Coyote Ugly
- 2002 – Halloween: Resurrection
- 2002 – Eight Crazy Nights
- 2007 – Mr. Woodcock
- 2008 – Tropic Thunder
- 2009 – Hannah Montana: The Movie
- 2009 – The Clique: Inne till varje pris (exekutiv producent)